# Cratere Delilah
Delilah  è un cratere sulla superficie di Venere.